# Palaiocastro
Palaiocastro (em grego: Παλαιόκαστρο) ou Paleocastro é uma aldeia e comuna da costa norte da ilha de Creta, na Grécia, na unidade regional de  Heraclião,  município de Malevizi e unidade municipal Gazi. A comuna tem cerca de 10 km² e em 2001 tinha 156 habitantes.
A aldeia situa-se 15 km a noroeste de Heraclião, em frente de uma praia de seixos com cerca de 70 metros de extensão, que vai dar a uma enseada onde a profundidade desce rapidamente e que está protegida dos ventos dominantes de norte. Na extremidade sul da praia ergue-se uma colina rochosa calcário. Durante a ocupação veneziana de Creta, foram ali construídas extensas fortificações, com canhões que defendiam a baía de Heraclião. As ruínas da fortaleza ainda são visíveis.
Os exploradores ingleses do século XIX Robert Pashley e Thomas Spratt identificaram o penedo da fortaleza veneziana com a acrópole da antiga cidade de Kytaion (tradução: "abdómen"), mencionada por Plínio e Ptolomeu. Pashley estava convencido que o topónimo "Palaiocastro" indicava sempre uma antiga cidade. O seu compatriota Spratt baseou a sua identificação na forma côncava  (como uma barriga) da baía. Antes deles, os venezianos colocaram a cidade em vários locais da costa norte, que iam desde Cândia (Heraclião) até Siteía.